# GE C32-8
A GE C32-8 foi uma locomotiva a diesel de 6 eixos e 3,200 HP de potência fabricada pela GE Transportation em 1984. Somente 10 unidades desta locomotiva foram produzidas. Foram as primeiras locomotivas da linha Dash 8, com todas as 10 sendo entregues para a Conrail.  Quando foram entregues elas contavam com o esquema de pintura azul padrão da Conrail.  Em 1997 a Conrail colocou todas as 10 unidades na linha de serviços Ballast Express ("Lastro Expresso", em português). Elas foram repintadas numa versão cinza do padrão Quality, tornando-se exemplares unicos deste padrão de pintura.
Possuem o motor de 12 cilindros e não de 16 como seria o comum em suas irmãs dash's 7 e 8.
Uma destas unidades acabou sendo comprada pela Brasil Ferrovias depois de encostada pela Conrail. Entretanto, seu rack de microprocessamento com cartões eletrônicos queimava com frequência e substituí-lo seria muito caro, devido a inexistência de fabricantes nacionais e elevado preço mesmo no exterior, motivando sua desativação e desmantelamento para fornecimento de peças para as GE C30-7 da Cutralle-Quintela, locomotivas com a mesma mecânica das C32-8.